# Thecla albovirgata
Thecla albovirgata är en fjärilsart som beskrevs av Charles Oberthür. Thecla albovirgata ingår i släktet Thecla och familjen juvelvingar. Inga underarter finns listade i Catalogue of Life.